# Bodenhebung
Als Bodenhebung, auch Geländehebung, oder auch vereinfacht Hebung, bezeichnet man in der Bergschadenkunde die durch bergbauliche Aktivitäten hervorgehobene Anhebung der Tagesoberfläche. Durch diese Bodenhebungen kann es, je nach örtlicher Lage, zu Bergschäden kommen. Besonders problematisch sind Hebungsdifferenzen im Bereich von über Tage ausgehenden Unstetigkeitszonen, insbesondere dann, wenn diese Bereiche bebaut sind. Hebungen aufgrund bergbaulicher Aktivitäten können entweder nach Beendigung des Untertagebergbaus aufgrund von Grubenwasseranstieg oder im Tagebau nach Beendigung der Sümpfungsmaßnahmen aufgrund von Grundwasserwiederanstieg entstehen. Des Weiteren können Hebungen aufgrund geologischer Störungen bei Geothermiebohrungen oder beim Tunnelbau durch die Auffahrung in quellfähigen Gesteinen wie z. B. Anhydrit hervorgerufen werden.

## Erste Erkenntnisse und Folgerungen
Anfang des 20. Jahrhunderts beobachtete man am Rand mehrerer Senkungströge eine einige Zentimeter hohe Bodenhebung. Ebenfalls wurden Bodenhebungen im Bereich von Bahngleisen beobachtet. Man dachte zu der damaligen Zeit, bei dieser Hebung handele es sich um eine elastische Aufwölbung einer durchgebogenen Sandsteinschicht oder um eine Kippbewegung von Gebirgsblöcken. Erste Veröffentlichungen zu diesem Thema erfolgten ebenfalls Anfang des 20. Jahrhunderts. Im Jahr 1940 wurde das Phänomen der Bodenhebung durch den Anstieg des Grubenwassers im Bereich der Wittener Mulde beschrieben. Die maximale Hebung betrug im Bereich der abgebauten aufsummierten Flözmächtigkeiten 170 Millimeter. Im Jahr 1985 wurde das erste mathematische Verfahren zur Vorausberechnung wasseranstiegsbedingter Hebungen schriftlich veröffentlicht. Diesem Berechnungsverfahren der Druckdehnung nach Pöttgens folgte 1997 das Verfahren zur Auftriebsdehnung nach Fenk. In den Jahren 2001 bis 2005 wurden mehrere Schriften veröffentlicht, in denen auf die Problematik der durch den Grubenwasseranstieg hervorgerufenen Bodenhebungen im Erkelenzer Bergrevier hingewiesen wurde. In den Jahren 2005 und 2009 wurde das Berechnungsverfahren der Druck- und Auftriebsdehnung nach Sroka und Preuße veröffentlicht. Im Jahr 2007 wurde von der Bergbehörde des Landes Nordrhein-Westfalen ein Gutachten über mögliche Änderungen von Grubenwasserständen im Ruhrrevier in Auftrag gegeben. Mit diesem Gutachten sollten die möglichen Auswirkungen des Grubenwasseranstieges auf die verschiedenen Schutzgüter untersucht werden. In dem Gutachten wurde die Anlage eines Katasters, mit welchem Erkenntnisse über Unstetigkeiten in den einzelnen Bergwerksfeldern zentral erfasst werden sollten, empfohlen.

## Hebung durch Grubenwasseranstieg
Wird nach der Stilllegung eines Bergwerks die Wasserhaltung abgeschaltet, so kommt es je nach örtlicher Gegebenheit zu einem mehr oder minder starkem Anstieg des Grubenwassers. Dadurch werden die Grubenbaue allmählich geflutet. Die noch vorhandenen Wetter werden nach und nach durch das Wasser aus den Grubenbauen verdrängt. Die vormals offenen Grubenräume bilden nach dem Anstieg des Grubenwassers anthropogene hebungsaktive Wasserreservoire. Die nun anstehende Wassersäule belastet dann mit ihrem Gewicht das Liegende und bewirkt eine Absenkung der unterhalb liegenden offenen Grubenbaue. Gleichzeitig wirkt sich der Wasserdruck auch auf das Hangende aus. Da sich die Kohäsion des Materials mit eindringendem Grubenwasser ändert, können bedingt durch den steigenden Wasserspiegel zunächst Bergsenkungsprozesse ausgelöst oder erleichtert werden. Durch den sich nach oben auswirkenden Wasserdruck werden noch vorhandene Abbauhohlräume etwas geweitet und der noch unverdichtete Versatz entlastet. Das ansteigende Grubenwasser wirkt sich auch auf den Grundwasserhaushalt im Deckgebirge aus. Es können hydraulische Verbindungen zwischen den einzelnen Grundwasserstockwerken entstehen. Auch kann das weiter ansteigende Grubenwasser sich negativ auf die Tagesoberfläche auswirken. Die oberhalb liegenden Gebirgsschichten werden durch den Differenzdruck leicht gestaucht. Bestehen nun die oberen Gesteinshorizonte aus einer Wechsellagerung von Tonschichten und lockeren Sanden, so werden diese vom Grubenwasser in ihren Form und Lage beeinflusst. Durch das eindringende Grubenwasser werden nun die vom Wasser umspülten Sandkörner aufgetrieben. Die unterhalb der Sandschicht befindliche Tonschicht wird dadurch entlastet und quillt auf. Es kann dadurch dann der umgekehrte Prozess wie bei einer Bergsenkung eintreten. Das aufsteigende Grubenwasser führt letztendlich zu einer Bodenhebung. Diese Bodenhebungen können kontinuierlich oder diskontinuierlich verlaufen. Die Hebungen der Tagesoberfläche entstehen jedoch nicht unmittelbar nach der Flutung der betroffenen Grubenbaue bzw. Gebirgszonen. Der Hebungsprozess an der Tagesoberfläche verläuft mit einer relativ geringen zeitlichen Verzögerung zum Grubenwasseranstieg. Merkliche Bodenhebungen treten an der Tagesoberfläche jedoch erst nach einer Verzögerung von mehreren Jahren nach der Flutung auf. Die Höhe der Bodenhebung ist je nach örtlicher Gegebenheiten unterschiedlich. Es ist davon auszugehen, dass die Hebung etwa zwei bis drei Prozent in einigen Bereichen auch fünf Prozent der vorherigen Bergsenkung beträgt. Somit liegt ihr Wert zwischen einigen Zentimetern bis einigen Dezimetern. Die Geschwindigkeit, mit der die Hebung vonstattengeht, korreliert dabei mit der Geschwindigkeit des Grubenwasseranstiegs. Die Hebung der Tagesoberfläche verläuft in der Regel gleichmäßig, sodass es zu keinen störenden Einflüssen auf den Gleichgewichtszustand zwischen im Hebungsbereich vorhandenen Gebäuden und dem Baugrund kommt.

## Hebung durch Grundwasserwiederanstieg
Damit sich ein Gelände durch Grundwasserwiederanstieg heben kann, muss es sich zuvor durch Wasserverlust abgesenkt haben. Durch die Absenkung des Grundwasserspiegels geht im entwässerten Schichtpaket des Bodens die Wirkung des Auftriebs verloren. Da die Kornstruktur des Bodens dessen Raumgewicht nicht mehr tragen kann und bedingt dadurch komprimiert wird, kommt es in den betroffenen Bereichen zu Setzungen der Bodenoberfläche. Diese Setzungen entstehen einerseits durch künstlichen bzw. technischen Eingriff in den Grundwasserhaushalt, allerdings können sie auch durch natürliche Ereignisse wie längere Trockenperioden und geringe Grundwasserneubildung entstehen. Insbesondere in Tagebaurevieren kommt es bedingt durch die betriebsbedingten Sümpfungsmaßnahmen zu großflächigen Setzungen. Durch die, nach der Gewinnung der Braunkohle, spätere Verkippung des Abraumes kommt es zu einer Veränderung der Grundwasserlandschaft insbesondere im verkippten Bereich. Der Senkungsprozess ist jedoch nach Beendigung der Sümpfungsmaßnahmen zumindest teilweise wieder reversibel. Nach Beendigung der Sümpfungsmaßnahmen steigt das Grundwasser wieder an. Durch das zusätzliche Gewicht des Wassers nimmt die totale Spannung unterhalb des neuen Grundwasserstandes zu. Der Boden steht nun wieder unter Auftrieb, wodurch die Kornstruktur des Bodens entlastet wird. Zusätzlich steigt der Porenwasserdruck, was zur Folge hat, dass die effektiven Spannungen unterhalb des neuen Grundwasserstandes abnehmen. Dies hat zur Folge, dass es zu Hebungen in den betroffenen Gebieten kommt. Dieser Prozess verläuft über einen längeren Zeitraum und kann mehrere Jahre bis Jahrzehnte andauern. Danach werden die Hebungen weitestgehend abgeschlossen sein. Die prognostizierten Hebungsfaktoren für die betroffenen Gebiete liegen im Mittel bei 0,3 Prozent. Um die großräumige Grundwasserabsenkung und die später daraus resultierenden Hebungen zu reduzieren, wurde vom Betreiber eines Tagebaus das sogenannte Dichtwandverfahren angewandt, mit dem eine Abdichtung im Erdreich bis zu einer Teufe von 100 Metern erreicht wird. Das Verfahren wird seit den 1980er Jahren im Braunkohletagebau in der Lausitz angewendet.

## Hebung durch Geothermiebohrungen
Bei tiefen Geothermiebohrungen kann es vorkommen, dass die Bohrung durch eine Anhydritschicht geführt wird. Steigt nun aus einem darunterliegenden und angebohrten Wasserreservoir das Wasser durch das Bohrloch nach oben, kommt es auch in Kontakt mit dem Anhydrit. Bei dauerhaftem Kontakt mit Wasser  wird im Anhydrit ein chemischer Prozess ausgelöst, wodurch es zu einer Mineralumbildung bzw. Mineralneubildung kommt und das Anhydrit in Gips umgewandelt wird. Das den Umwandlungsprozess auslösende Wasser wird teilweise als Kristallwasser im Gips eingelagert. Bei der Umwandlung zu Gips kommt es zu einer Volumenzunahme. Diese liegt theoretisch bei etwa 17 Prozent in alle Richtungen, in Summe somit rund 61 Prozent. Dabei macht das im Gips eingelagerte Kristallwasser etwa 20 Gewichtsprozent aus. Durch die Quellung des Gesteins kommt es zu einer Drucksteigerung, dem sogenannten Quelldruck. Ist nun der Quelldruck höher als der auflastende Gebirgsdruck und sind keine Gebirgsschichten oberhalb der quellenden Gebirgsschicht vorhanden, die die Volumenzunahme kompensieren können, so kommt es zur Hebung der Geländeoberfläche. Da die Wasseraufnahme durch den Anhydrit nur allmählich vonstattengeht, erfolgt auch die Quellung und somit die Hebung über einen längeren Zeitraum. Wie stark diese Hebung ist, hängt neben der Mächtigkeit der Anhydritschicht auch von der Mächtigkeit der überdeckenden Gebirgsschichten ab. Besonders anfällig für diese Umwandlungsprozesse sind dünnschichtige Wechsellagerungen und Mergelschichten mit einem fein verteilten Anhydritanteil von ungefähr fünf Prozent oder mehr. Aber auch bestimmte Tonminerale neigen zu einem starken Aufquellen.

## Hebung beim und durch Tunnelbau
Beim Tunnelbau kommt es vor, dass Teilstücke des Tunnels durch Anhydrit oder anhydrithaltige Tonsteine aufgefahren werden. Diese Anhydrit- oder Tonführenden Gesteine neigen durch Aufnahme von Wasser dazu, dass sie quellen. Dies führt zu einer erheblichen Volumenzunahme der betroffenen Gesteine. Diese Volumenzunahme macht sich durch eine Hebung der Tunnelsohle bemerkbar. Wird die Hebung durch den Ausbau behindert, macht sich die Quellung des Gesteins durch Druck auf das Sohlgewölbe bemerkbar. Dieser als Quelldruck bezeichnete Druck kann bis zu 100 MPa betragen. Aufgrund des hohen Quelldrucks kommt es zumindest teilweise zum Versagen des Sohlengewölbes. Wenn sich der Druck verlagert, kann es zu einer Beschädigung des gesamten Tunnelausbaus kommen. Ist das Gebirge nachgiebig und bleibt der Tunnelausbau intakt, kann es unter Umständen zu einer blockweisen Hebung des gesamten Tunnelbauwerks kommen, wobei neben der Sohle auch die Firste angehoben wird. Werden Tunnel in geringer Tiefe bzw. mit geringer Überdeckung aufgefahren, kann diese Hebung der Tunnelröhre sogar dazu führen, dass es zu einer Hebung der darüber befindlichen Geländeoberfläche kommt.

## Mögliche Folgen
Je nach örtlichen Gegebenheiten und Stärke der Hebung kann es zu einem Bergschaden kommen. Durch Hebungen, die aufgrund von Grubenwasseranstieg im Grubenfeld von ehemaligen Untertagebaubergwerken entstehen, kann es im Bereich eines bereits bekannten Störungsverlaufs und auch darüber hinaus zu Schäden kommen. Da die Hebungen nach Grubenwasseranstieg in der Regel gleichmäßig erfolgen, kommt es hierbei nur in Ausnahmefällen zu Bergschäden. Hebungen, die in ehemaligen Tagebaurevieren aufgrund von Grundwasserwiederanstieg entstehen, verlaufen deshalb in der Regel, ohne Schäden an Gebäuden oder an der Infrastruktur zu verursachen. Dies liegt in erster Linie an den geringen Bewegungsgradienten des Bodens. Zudem sind auch diese Hebungen im Vergleich zu den vorangegangenen Setzungen sehr gering, sodass bedingt dadurch im Normalfall keine Schäden entstehen können. Allerdings sind während der Hebungsphase vereinzelte Schäden, je nach örtlicher Gegebenheit, nicht gänzlich ausgeschlossen. Die genauen Ursachen und die möglichen Folgen, insbesondere die Folgen ungleich verlaufender Bodenbewegungen, lassen sich jedoch nur aufgrund der Untersuchung der jeweiligen örtlichen Gegebenheiten beurteilen. Durch Geothermiebohrungen verursachte Hebungen können ebenfalls, je nach örtlicher Gegebenheit, zu Schäden an Gebäuden oder der Infrastruktur führen. Beim Tunnelbau kann es durch quellfähige Gesteine zu Hebungen kommen, die, je nach örtlicher Gegebenheit, zu erheblichen Schäden am Tunnelbauwerk führen. Teilweise kann es dabei auch zu Hebungen der Geländeoberfläche kommen.

## Beispiele von Folgeschäden
Erste, durch Bodenhebungen hervorgerufene, Gebäudeschäden traten im Jahr 2000 in Erscheinung. Nach der Stilllegung der Zeche Sophia-Jacoba im Jahr 1997 wurden in mehreren Ortslagen der Städte Hückelhoven und Wassenberg über eine neun Kilometer lange Strecke Schäden an mehreren Gebäuden bemerkt. Insbesondere am alten Rathaus in Wassenberg wurden starke Risse bemerkt. Diese Gebäudeschäden konnten jedoch nicht den abbaubedingten Bergsenkungen zugeordnet werden. Untersuchungen ergaben, dass diese Schäden der durch die Flutung der Grubenbaue von Sophia Jacoba hervorgerufenen Hebung zuzuordnen sind.
Im Jahr 2007 traten in Staufen im Breisgau kurze Zeit nach einer tiefen Geothermiebohrung Risse am alten Rathaus auf. Diese Schäden sind einer Hebung zuzuordnen, die als Folge einer Bohrung zur Nutzung von Geothermie für das Rathaus entstand. Beispielhaft für durch Hebung verursachte Schäden beim Tunnelbau ist der Hauenstein-Basistunnel, der bereits drei Jahre nach Ende der Bauzeit zum ersten Mal instand gesetzt werden musste.